# 長體鬚光魚
長體鬚光魚，為管肩魚科的其中一種，為深海魚類，分布於東大西洋聖赫勒拿島、阿森松島與中大西洋脊海域，深度1800-2000公尺，體長可達17.8公分，棲息在中層水域，生活習性不明。